# アナイス・ニン

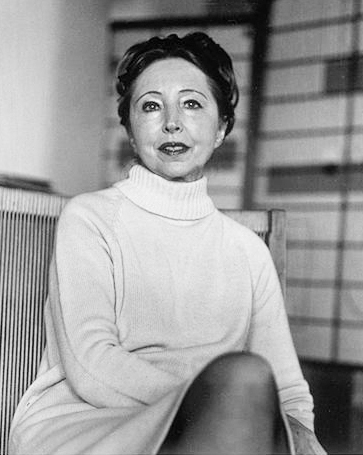
アナイス・ニン、1970年代

アナイス・ニン（英: Anaïs Nin、出生名は Angela Anais Juana Antolina Rosa Edelmira Nin y Culmell、1903年2月21日 - 1977年1月14日）は、フランス生まれの著作家であり、11歳の時から没する直前まで60年間以上にわたって書き継がれた日記を出版したことで著名である。また性愛小説家としても名高く、肉体的なことだけでなく、性の完全性と欠陥についても追求している。アメリカの著名な作家ヘンリー・ミラーの愛人であったことがその日記で明らかにされた。
最初の夫は銀行家であり芸術家でもあるヒュー・パーカー・ギラー (1898-1985)であり、1923年3月に20歳で結婚した。1955年にルパート・ポールとも結婚したがギラーとの結婚は続けていた。ポールは森林監督官であり、建築家フランク・ロイド・ライトの継孫でもあった。ギラーが死んだ1985年以降に、ポールによってニンの日記の無修正版が出版された。

## 生涯
アナイス・ニンはフランスのヌイイで両親ともに芸術家の家に生まれた。父親のホアキン・ニンはキューバ人で、ピアニストかつ作曲家であった。母親のローサ・クルメルもキューバ人で、フランス人とデンマーク人を祖先に持つ声楽家で、父親はハバナのデンマーク領事だった。父方の曽祖父はフランス革命のときにフランスを逃れ、初めにハイチ、続いてアメリカ合衆国南部の大都市のニューオーリンズに、最後はキューバに移住、キューバで最初の鉄道建設に貢献した。両親が離婚すると、ニンの母親はアナイス・ニンと2人の息子トラバルド・ニンおよびホアキン・ニン＝クルメルを連れてバルセロナからニューヨークに移住した。ニンの日記『第1巻、1931年-1934年』によると16歳の時に公式な勉学は捨てて、絵画モデルとして働き始めた。
1923年3月3日、キューバのハバナでギラーと結婚した（ギラーは1940年代にイアン・ヒューゴという名前で実験映画の制作者となる）。2人は翌年パリに移動し、ギラーは銀行業務の経験を積み、ニンは書くことへの興味を追求し始めた。ニンの作品で最初に出版されたものはD・H・ローレンスの評論『D・H・ローレンス：専門外の研究』であった。また心理療法の分野でも探求を初め、ジークムント・フロイトの弟子であるオットー・ランクなどを研究した。ニンの日記『第1巻、1931年-1934年』によると、パリにいる時にヘンリー・ミラーとボヘミアンな生活を送ったという。この編集された日記には夫に関する記述が無い。1939年、ニンとギラーはニューヨーク市に戻った。
ニンは3本の短編映画に出演している。マヤ・デレンの映画『変形された時間での儀礼』（1946年）に脇役で、ケネス・アンガーの『快楽殿の創造』（1954年）にアスタルト役で、そして夫のギラー（ヒューゴ）が監督した『アトランティスの鐘』（1952年）に出演した。3番目の映画の音楽を担当したのは、映画『禁断の惑星』の電子音楽で知られるルイス&ベベ・バロンだった。
ニンは1955年3月17日にアリゾナ州クォーツサイトでルパート・ポールとの結婚し、2人でカリフォルニア州で生活した。ギラーはニューヨーク市に留まっており、ニンが死ぬ1977年までこの結婚のことを知らなかった。ニンは創造的刺激を受けた作家としてしばしばジューナ・バーンズとD・H・ローレンスの名前を挙げていた。その日記第1巻では、ニンとヘンリー・ミラーがマルセル・プルースト、アンドレ・ジッド、ジャン・コクトー、ポール・ヴァレリーおよびアルチュール・ランボーから刺激を受けたという。

## 日記
ニンは日記作者としておそらく最も良く知られている。その日記は数十年の期間に及び、その私的生活と関係者について深く探求する洞察力を備えたものである。多くの著名な作家、芸術家、心理分析家などと知り合い、時には極めて親密になった。その日記ではこれらの人物を深く分析しあけすけに表現している。さらに主に男性の著名人について表現する女性作家として、対抗する見方としての重要度を評価された。
日記を書き始めたのは、11歳で母と兄弟とともにアメリカへ渡る船上だった。家族を捨てた父親に自分の身の上を伝えたいという願いからだった。スペイン旧家出身の音楽家である父とのヨーロッパでの暮らしは華やかで優雅なものであったため、それらを失ったニューヨークでの新生活はアナイスにとっては寂しいものだった。フランス語で書く日記は、自分たちの消息を父に語ると同時に、異国の地で暮らすアナイスの心の支えにもなった。次第に日記を書くことに夢中になり、日々の様子だけでなく、心の内や、創作した物語など、あらゆるものを日記に書いていった。その熱中ぶりに、ヘンリー・ミラーは、日記によってアナイスの創作力が枯れてしまうのではないかと心配したほどだった。

## 性愛小説
ニンは多くの批評家から女性の性愛を描く作家の一人として賞賛を受けた。性愛小説の分野で実際に探求した最初の女性の一人であり、近代ヨーロッパで性愛小説を書いた確実に最初の著名女性作家であった。ニンの前に女性によって書かれた性愛小説は稀であり、ケイト・ショパンなど数えるほどしか居なかった。
1966年に出版された日記『第1巻、1931年-1934年』によると、彼女の母と2人の兄弟と共に10代の時にパリに行って、初めて官能小説と出会ったという。家族は夏の間留守にしているアメリカ人のアパルトマンを借り、ニンはそこでフランスの官能小説のペーパーバックと出会った。
| 「 | 1冊1冊読んでいくと、全てが新しいものばかりだった。私はアメリカで性愛小説を読んだことがなかった。…それらは私を圧倒した。それを読むまでは無邪気であったが、それら全てを読んでしまった時、性的行為について知らないものは無かった。…私は性愛学において学位を得たのだ。 | 」 |

1940年代、金に困っていたニンとミラーとその友人たちは、匿名の「収集家」のために1ページ1ドルで性愛的またポルノグラフィックな文章を冗談交じりで書き始めた。ニンはその性愛小説の登場人物が極端に戯画化されていると考え、出版するつもりは全く無かったが、1970年代初期に心変わりして『ヴィーナスのデルタ』および『小鳥たち』として出版を許可した。
ニンは多くの指導的文学者と友達であり、時には愛人となった。ヘンリー・ミラー、アントナン・アルトー、エドマンド・ウィルソン、ゴア・ヴィダル、ジェームズ・エイジー、およびロレンス・ダレルなどであった。ミラーとの情熱的な情事と友情には女性としても作家としても強い影響を受けた。ニンは両性愛者だという真偽の疑わしい噂が豊富であるが、フィリップ・カウフマンの映画『ヘンリー&ジューン/私が愛した男と女』で公表された。この噂は嘘であるというのが広く信じられているが、ニンの日記にはミラーの妻ジューン・ミラーとの関係で多くの疑問を投げかけている。無修正版の日記によると、ニンは父親との近親相姦の経験があり、両性愛の実験と女性との性的関係や経験についての言及がある。

## 晩年および遺産
1973年、ニンはフィラデルフィア芸術大学から名誉博士号を受けた。1974年、アメリカ国立芸術文学研究所のメンバーに選出された。1977年1月14日、カリフォルニア州ロサンジェルスで死去。遺体は火葬にされ、灰はサンタモニカ湾に撒かれた。ルパート・ポールが遺作管理者に指名され、1985年からポールが死去した2006年の間にニンの著作と日記を新たに無修正で出版した。
1990年、フィリップ・カウフマンは、ニンの小説『ヘンリー&ジューン』を元に、『愛の日記 - アナイス・ニンの無修正日記、1931年-1932年』から映画『ヘンリー&ジューン』を制作した。

## 語録
- 人生はその人の勇気次第で縮みも広がりもするものだ。“Life shrinks or expands in proportion to one's courage.”
- 私達は物事をあるようには見ないで、私達が在るように見ている。“We don't see things as they are, we see things as we are.”
- この日記は私の陶酔状態、ハシシそして麻薬のパイプ。これは私の薬と悪だ。“This diary is my kief, hashish, and opium pipe. This is my drug and my vice.”
- 冒険好きな男を愛するようには誰も冒険好きな女を愛さない。“...for no one has ever loved an adventurous woman as they have loved adventurous men.”
- そして蕾を堅くしたままでいる危険性が花を開く危険性よりも痛みを伴う日が来た。“And the day came when the risk to remain tight in a bud was more painful than the risk it took to blossom.”
- 愛は決して自然には死なない。愛はその源を一杯にするやり方を知らないから死ぬ。愛は盲目や過誤や裏切りで死ぬ。愛は病気や怪我で死ぬ。愛は疲れ、萎み、色褪せで死ぬ。“Love never dies a natural death. It dies because we don't know how to replenish its source. It dies of blindness and errors and betrayals. It dies of illness and wounds; it dies of weariness, of withering, of tarnishing.”

## 作品
リンクは全て英語版。下記は訳書
- D.H. Lawrence: An Unprofessional Study
  - 『アナイス・ニン コレクション1 私のD.H.ロレンス論』 木村淳子訳 鳥影社 1997。ISBN 9784886292230
- Collages
  - 『コラージュア コレクション5 』 木村淳子訳 鳥影社 1993。ISBN 9784886292278
- Winter of Artifice
  - 『人工の冬 コレクション3』 木村淳子訳 鳥影社 1994。ISBN 9784886292254
  - 『人工の冬』 矢口裕子訳 水声社 2009。ISBN 9784891767358
- Under a Glass Bell
  - 『ガラスの鐘の下で』 木村淳子訳 鳥影社（星雲社） 1983。ISBN 9784795251014
  - 『ガラスの鐘の下で コレクション4』 木村淳子訳 鳥影社 1994。ISBN 9784886292261
  - 『ガラスの鐘の下で アナイス・ニン作品集』 中田耕治訳 響文社 2005
- House of Incest
  - 『近親相姦の家 コレクション2』 木村淳子訳 鳥影社 1995。ISBN 9784886292247
- Delta of Venus
  - 『デルタ・オヴ・ヴィーナス』 高見浩・杉崎和子訳 二見書房 1980
  - 『ヴィーナスの戯れ』、『ヴィーナスのためいき』 杉崎和子訳、富士見書房〈富士見ロマン文庫〉1985
- Little Birds 全13篇のエロチカ
  - 『小鳥たち』 矢川澄子訳 新潮社 2003。ISBN 9784105427016 / 新潮文庫 2006。ISBN 9784102159217
  - 『リトル・バード』 杉崎和子訳 富士見書房 1982
- Cities of the Interior, in five volumes:
  - Ladders to Fire
    - 『炎へのはしご』 三宅あつ子訳 水声社 2019

  - Children of the Albatross
    - 『信天翁の子供たち』 山本豊子訳 水声社 2017

  - The Four-Chambered Heart
  - A Spy in the House of Love
    - 『愛の家のスパイ』 西山けい子訳 本の友社 1999。ISBN 9784894393028

  - Seduction of the Minotaur
    - 『ミノタウロスの誘惑』 大野朝子訳 水声社 2010。ISBN 9784891768003
- The Diary of Anaïs Nin 7 volumes
  - 『アナイス・ニンの日記』 矢口裕子編訳 水声社 2017。ISBN 978-4801002180
- The Early Diary of Anaïs Nin 4 volumes
  - 『アナイス・ニンの日記 1931-1934』 原麗衣訳 筑摩書房〈ちくま文庫〉1991。ISBN 9784480025272
 元版『アナイス・ニンの日記　ヘンリー・ミラーとパリで』原真佐子訳、河出書房新社、1974
  - 『リノット　少女時代の日記 1914-1920』杉崎和子訳 水声社 2014。ISBN 978-4801000483
- Incest
  - 『インセスト アナイス・ニンの愛の日記』 杉崎和子編訳 彩流社 2008。ISBN 9784779113178
- In Favor of the Sensitive Man - 晩年のエッセイ、講演、インタビュー、評論
  - 『心やさしき男性を讃えて コレクション 別巻』山本豊子訳 鳥影社、1997
- Henry and June
  - 『ヘンリー&ジューン』 杉崎和子訳 角川書店〈角川文庫〉 1990。ISBN 9784042468011
- The Novel of the Future
  - 『未来の小説』原真佐子訳、晶文社 1970
- Fire
- Nearer the Moon
- 『アナイス・ニンとの対話　インタビュー集』アナイス・ニン研究会訳 鳥影社 2020。ISBN 978-4862658180

### 関連文献
- Fitch, Noël Riley (1993). The Erotic Life of Anais Nin. New York: Little, Brown. ISBN 0-316-28428-9. NCID BA21333118. LCCN 93-7029
- アナイス・ニン研究会 (2018). アナイス・ニン : 作家ガイド. 彩流社. NCID BB26257273
- 矢口裕子 (2018). 『アナイス・ニンのパリ、ニューヨーク 旅した、恋した、書いた』. 水声社. ISBN 9784801003828
- Yaguchi, Yuko (2021). Anais Nin's Paris Revisited. Suisei-sha. ISBN 9784801005792
- Yaguchi, Yuko (2022). Anaïs Nin's Paris Revisited: The English-French Bilingual Edition (French Edition) Kindle Edition. eBookIt.com
- 矢口裕子 (2023).『アナイス・ニンの魂と肉体の実験室：パリ、1930年代』小鳥遊書房 ISBN 9784867800331
- 山本豊子ほか (2025).『アナイス・ニン文学への視点　小説と日記、作家と創意』三修社 ISBN 9784384060805